# Белмохтар, Саид Месаудович
Саид Белмохтар (укр. Саїд Белмохтар; род. 25 апреля 1984, Одесса) — украинский футболист, выступавший на позиции нападающего.

## Клубная карьера
Воспитанник СК «Одесса» и одесской ДЮСШ «Спартак» имени И. Беланова. На профессиональном уровне дебютировал в сезоне 2000/01 за «Черноморец-2» во второй лиге. За главную команду «Черноморца» провел 2 игры (в первенстве 2000/01 в первой лиге). Выступал за различные клубы Одесской области и белорусскую команду «Сморгонь».
По итогам первой половины сезона 2010/11 среди команд второй лиги группы «А» был лучшим бомбардиром первенства. Зимой 2010/11 перешел в клуб «Сумы». В июле 2011 года перешел в винницкую «Ниву», но уже в сентябре расторг соглашение с клубом, оставшись недовольным финансовыми и организационными условиями. До зимнего трансферного окна Белмохтар имел статус свободного агента, затем пополнил ряды черкасского «Славутича». В сезоне 2013—2014 выступал сначала за херсонский «Кристалл», а затем с овидиопольскую «Реал Фарму».
В 2018 году он присоединился к канадскому клубу «Воркута». В следующем сезоне он играл за «Кингсман», где стал лучшим бомбардиром клуба, забив восемь голов.